# Девственность ни к чему
«Девственность ни к чему» (чеш. Panic je nanic) — чешская молодёжная комедия 2006 года режиссёра Иво Мачарачека.

## Сюжет
Трое шестнадцатилетних друзей решают провести каникулы вместе, они поселяются в полуразрушенном доме в деревне надеясь с, как им кажется, легкодоступными деревенскими девушками, лишиться девственности… Они проведут в деревне чудесные дни, переживут множество невероятных и сумасшедших историй с местными жителями, заведут новых друзей, и с помощью местной девушки Ленки возможно им удасться стать мужчинами…

## В ролях
- Давид Воборил — Гонза
- Михал Грушка — Йирка
- Томаш Затечка — Вашек
- Шарка Ванькова — Ленка
- Ида Совова — Соня
- Ирена Махова — Лучка
- Ивана Королёва — Зузана
- Кристина Йетенска — Клара
- Надя Конвалинкова — Баумрукова
- Отмар Бранцузский — трактирщик
- Зденька Воленцова — мама Вашека
- Владимир Яворский — отец Вашека
- Ладислав Троян — дед Вашека
- Квета Фиалова — бабушка Вашека
- Милена Дворска — продавщица
- Андреа Вересова — буфетчица